# Содре, Нелсон
Нелсон Вернек Содре́ (порт. Nelson Werneck Sodré; 27 апреля 1911, Рио-де-Жанейро — 13 января 1999, Иту) — бразильский историк, социолог, экономист, географ и литературовед марксистского направления. Кадровый военный, занимавшийся преимущественно преподавательской деятельностью.

## Военная карьера
Окончил Военный колледж Рио-де-Жанейро в 1924 году и Высшую военную школу Бразилии в 1930 году. Был произведён в офицеры в январе 1934 года и вскоре назначен на службу в артиллерийский полк Иту. До начала 1950-х годов у Нелсона Вернека Содре была блестящая военная карьера: он был инструктором в Высшем военном училище и генеральном штабе, где преподавал военную историю, однако из-за своих прокоммунистических политических взглядов был в 1951 году оттуда уволен.
В 1961 году Нелсон Содре выступил против государственного переворота, приведшего к отставке Жаниу Куадруша и попытки недопуска вице-президента Жуана Гуларта к инаугурации, за что был заключён в тюрьму на 10 дней. В конце того же года, дослужившись до бригадного генерала, Содре добился перевода в резерв, чтобы заниматься исключительно интеллектуальным трудом.

## Научная деятельность
Многочисленные труды Нелсона Вернека Содре посвящены проблемам социально-экономического и политического развития Бразилии, различным аспектам истории страны, анализу роли различных классов и социальных слоёв, а также армии в бразильском обществе, влиянию американского империализма на бразильскую историю и экономику, источниковедению и историографии страны. Широкий охват Нелсоном Содре тем виден по заголовкам его произведений: «Введение в географию», «Оскар Нимейер», «Коммунистическое восстание 1935 года» «Договор Метуэна», «Жизнь и смерть при диктатуре», «Повседневный фашизм», «Фарс неолиберализма».
Его дебют в массовой прессе состоялся в 1929 году с публикацией рассказа в журнале «O Cruzeiro». В октябре 1934 года он начал сотрудничать в «Correio Paulistano». За два года стал, по собственному признанию, «профессионалом прессы». Между 1938 и 1945 годами опубликовал несколько сотен статей и семь книг: два издания «Истории бразильской литературы» (1938 и 1940); «Панорама Второй Империи» (1939); «Запад» (1941); «Ориентация бразильской мысли» (1942); «Синтез литературного развития в Бразилии» (1943); «Формирование бразильского общества» (1944) и «Что читать, чтобы знать Бразилию» (1945).
В 1954 году социолог Альберту Геррейру Рамус пригласил Содре в Бразильский институт экономики, социологии и политики (IBESP), в 1955 году преобразованный в Высший институт бразильских исследований (ISEB) и получивший поддержку при президенте Жуселину Кубичеке.
Там Нелсон Вернек Содре преподавал курс истории, который лёг в основу книги «Формирование бразильской истории» (1962), в то время как его анализ путей развития стран наподобие Бразилии, колониализма и империализма послужил основой для сборника очерков «Идеология колониализма» (1961). Попутно выходили и другие его работы — например, книгу «Кто убил Кеннеди» они с младшими сотрудниками написали в кратчайшие сроки и выпустили уже в декабре 1963 года, через две недели после убийства в Далласе.
Через две недели после переворота 1964 года правящая военная хунта лишила Нелсона Вернека Содре политических прав на 10 лет. ISEB при диктатуре также был закрыт. Содре не мог больше публиковаться в прессе, так что сосредоточился на написании больших монографий: буквально за один 1965 год вышло 5 его книг.
Однако многие из них (например, экземпляры книг «Кто убил Кеннеди», «История бразильской буржуазии» и «Военная история Бразилии») немедленно изымались из книжных магазинов и библиотек, а их содержание становилось поводом для расследований военной полиции. Это не останавливало Содре, и в 1968 году он составил 4 антологии по марксизму: «Основы марксистской экономики», «Основы марксистской эстетики», «Основы исторического материализма» и «Основы диалектического материализма».

## Сочинения
- О que se deve ler para conhecer о Brasil, 4 ed., Rio de J., [1973];
- Formaçao da sociedade brasileira, Rio de J., 1944;
- Introduçao a Revoluçao brasileira, Rio de J., 1958;
- História da burguesia brasileira, Rio de J., 1964;
- História militar do Brasil, 2 ed., Rio de J., 1968;
- História da imprensa no Brasil, Rio de J., 1966;
- A ideologia do colonialismo, Rio de J., 1961;
- Raízes históricos do nacionalismo brasileiro, 2 ed., Rio de J., 1960;
- Brasil. Radiografía de um modelo, 2 ed., Petrópolis, 1975;
  - Вернек Содре, Нельсон. Бразилия: анализ «модели развития». М.: Прогресс, 1976. — 256 с.